# Clyde Doyle
Clyde Gilman Doyle (ur. 11 lipca 1887 w Oakland, zm. 14 marca 1963 w Hrabstwie Arlington) – amerykański polityk, członek Partii Demokratycznej.

## Działalność polityczna
W okresie od 3 stycznia 1945 do 3 stycznia 1947 przez jedną kadencję i ponownie od 3 stycznia 1949 do 3 stycznia 1953 przez dwie kadencje był przedstawicielem 18. okręgu, a następnie od 3 stycznia 1953 do śmierci 14 marca 1963 przez pięć kadencji i dwa miesiące był  przedstawicielem 23. okręgu wyborczego w stanie Kalifornia w Izbie Reprezentantów Stanów Zjednoczonych.